# Blondi
Blondi (1941 – 1945. április 29.) egy nőstény németjuhász kutya volt. Adolf Hitler háziállataként számtalan fényképen és propagandafelvételen szerepelt. Egy nappal gazdája halála előtt, a Führerbunkerben pusztult el a ciánkapszulák tesztelése során.

## Élete

### Korai évek
Blondi 1941-ben született. Mivel Hitler szerette a kutyákat, és korábban is volt már neki németjuhásza, így Martin Bormann ajándékozta oda a Führernek a kis kölyökkutyát. Hitler nagyon szerette az új kutyáját, mindig maga mellett tartotta, és azt is hagyta, hogy az ágyában aludjon a bunkerben. A Führer egykori titkárnője, Traudl Junge szerint nem osztotta ezeket az érzéseket Eva Braun, Hitler élettársa, aki inkább két saját skót terrierjét, Negust és Stasit részesítette előnyben. Blondi szerepet kapott a náci propagandában, vele illusztrálták a Führer állatszeretetét, és az emberi arcát. Részben emiatt a hozzá hasonló németjuhász kutyákat „germanische Urhunde”-ként (német őskutya) emlegették, mivel kinézetük közel állt a farkashoz, és nagyon divatosak lettek a náci uralom alatt. 

### Utolsó napjai
1945 március végén vagy április elején (valószínűleg április 4-én) Blondinak öt kölyke született Gerdy Troost németjuhászától, Harrastól. Hitler az egyik kölyökkutyát Wulfnak nevezte el, utalva ezzel a kedvenc becenevére és saját keresztnevére, az Adolfra (jelentése nemes farkas), és el is kezdte idomítani. Az egyik kölykét Eva Braun húga, a Hermann Fegelein gyermekével a 9. hónapban járó Gretl kapta meg ajándékba. Eva egy levelet is küldött Gretlnek, amelyben Blondi és három kölyökkutyája látható fényképen.
1945. április 29-én Hitler kétségét fejezte ki a  hidrogén-cianid-kapszulákkal kapcsolatban, amelyeket Heinrich Himmler az SS-szel küldött a bunkerbe, mivel ekkor Himmlert már nyílt árulónak tartották. Mivel előre eldöntötték, hogy sem magukat, sem kutyáikat nem hagyják élve a szovjetek kezére jutni, így felmerült az igény a ciánkapszulák kipróbálására. A kapszulák hatékonyságának ellenőrzése érdekében Hitler utasította Dr. Werner Haaset, hogy tesztelje az egyiket Blondin, aki miután elharaptatták vele az egyik ciánfiolát, azonnal elpusztult. Gazdája ettől vigasztalhatatlan lett, és egy nappal később a letesztelt ciánkapszulákkal Hitler és felesége, Eva Braun öngyilkosságot követett el. Ezután Fritz Tornow, a kutya megbízott gondozója lelőtte az árván maradt kiskutyákat is. 
Erna Flegel, a Führer egykori ápolónőjének beszámolója szerint a kutya halála jobban megviselte a bunkerben tartózkodókat, mint Eva Braun öngyilkossága. A Führerbunkerbe behatoló szovjetek több összeégett kutyatetemet is találtak. Tornow szemtanúként elmondta, hogy parancsra az összes kutyával végeztek, köztük az ő saját tacskójával is.

## Blondi utóélete
A kutya történelmi szerepénél fogva több filmben is felbukkant. Ezek közül a legismertebb A bukás – Hitler utolsó napjai című 2004-es Oscar-díjas film, emellett még A Simpson család egyik epizódjában is feltűnt. Blondi a címadója Günter Grass Hundejahre (Kutyaévek) című regényének. Mindemellett a Hitlert tisztelő emberek gyakran választják a Blondi nevet németjuhász kutyájuknak.

## Fordítás
- Ez a szócikk részben vagy egészben  a   Blondi című angol Wikipédia-szócikk ezen változatának fordításán alapul.  Az eredeti cikk szerkesztőit annak laptörténete sorolja fel. Ez a jelzés csupán a megfogalmazás eredetét és a szerzői jogokat jelzi, nem szolgál a cikkben szereplő információk forrásmegjelöléseként.